# 쉘리 분
쉘리 분(Shelli Boone, 1979년 10월 30일 ~ )은 미국의 배우이다.
미국에서 태어났다.

## 영화
- 홀라 2 (2013, Holla II) - 베로니카 역
- 히 후 파인즈 어 와이프 (2009년) - 로렌 역
- 세븐스 앤 힐 (2007년)
- 홀라 (2006년) - 모니카 역
- 크로스오버 (2006년)